# Pfarrkirche Herbishofen

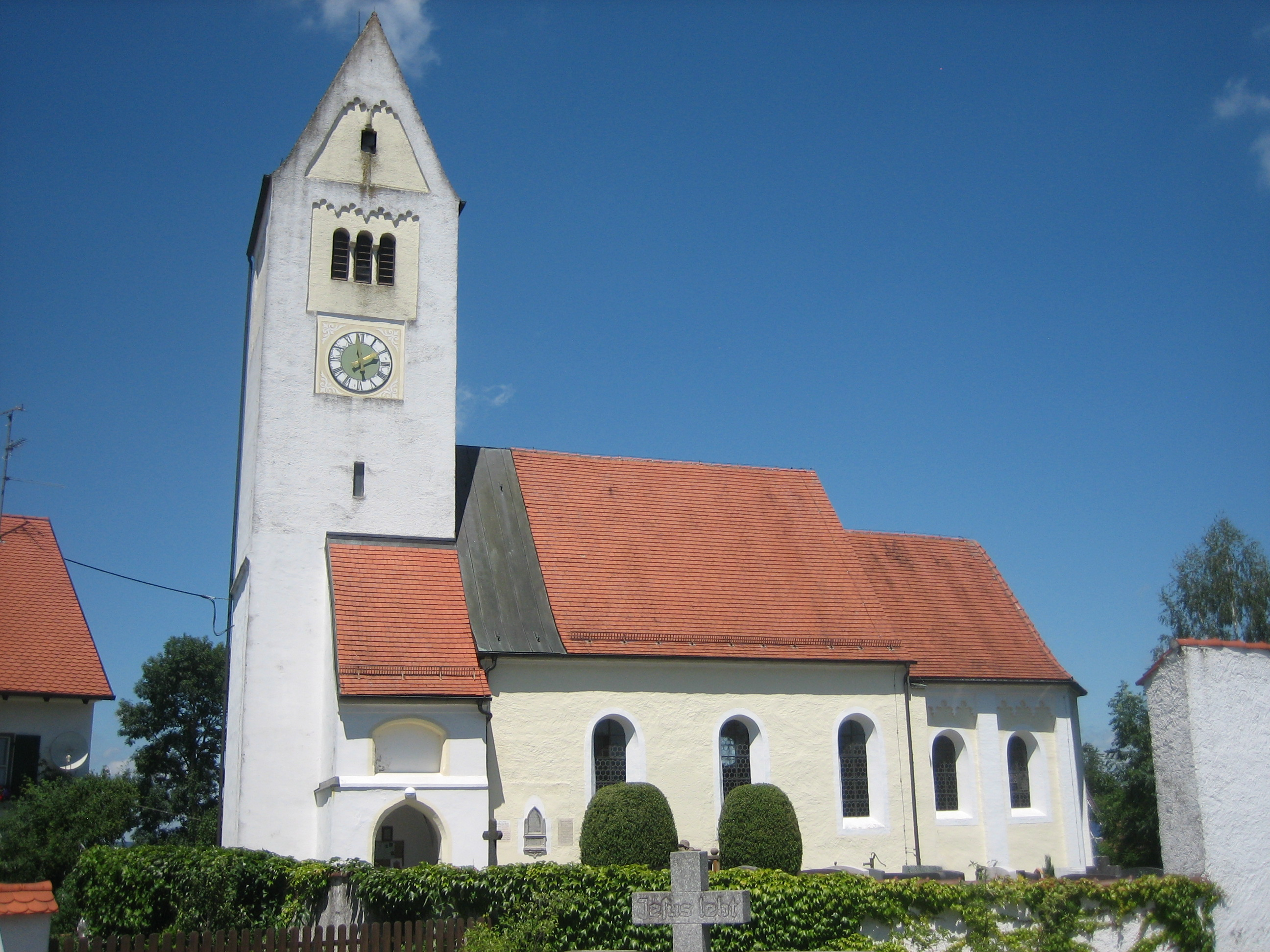
Pfarrkirche Herbishofen

Die evangelisch-reformierte Pfarrkirche Herbishofen steht in Herbishofen, einem Ortsteil des oberschwäbischen Ortes Lachen im Landkreis Unterallgäu in Bayern. Die Pfarrkirche steht unter Denkmalschutz.

## Lage
Die Kirche steht erhöht an der Stelle eines ehemaligen Burgstalles im südlichen Teil des Dorfes.

## Geschichte

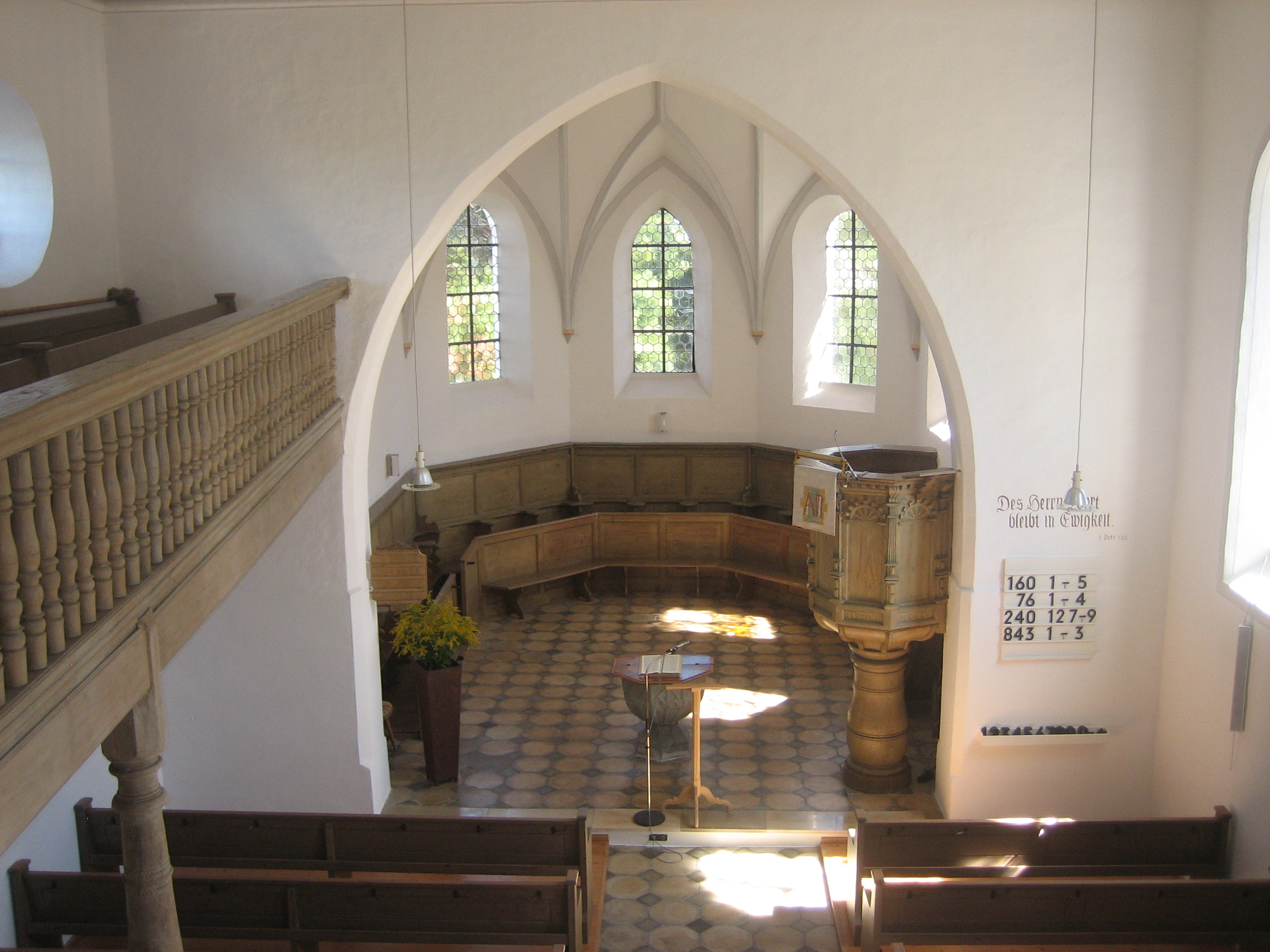
Innenansicht der Pfarrkirche Herbishofen

Die erste Kirche in Herbishofen wurde 1167 erwähnt. Der jetzige Bau stammt in seinen wesentlichen Teilen aus der zweiten Hälfte des 15. Jahrhunderts. 1558/59 wurde durch Philipp von Pappenheim an der Kirche die Reformation eingeführt. Die Emporen wurden um 1700 eingebaut, die übrige Ausstattung ist neugotischen Stils und aus dem Jahre 1908.

## Baubeschreibung
Die Kirche besitzt einen eingezogenen Chor mit 5/8-Schluss. Das Netzrippengewölbe ruht auf Pyramidenkonsolen. Die gleiche Form hat auch die evangelisch-reformierte Kirche St. Afra im nahen Theinselberg. Nur das Fenster in der Chorstirnwand besitzt einen gotischen Spitzbogen, die restlichen Fenster wurden später mit Rundbögen versehen. Das Äußere des Chores hat kräftige Eckvorlagen und ein Kleeblattbogenfries unter der Traufe. Der Chorbogen ist spitz und abgekantet.
Das Langhaus ist ein Saal mit drei Fensterachsen und einer Flachdecke. Auf der Südseite befinden sich drei rundbogige Fenster, auf der Nordseite zwei. Eine Tür in der Südwestecke wurde im dritten Viertel des 18. Jahrhunderts mit Grisaillemalerei, Muschelwerk und einem Bibelvers versehen. An der West- und Nordseite des Langhauses befinden sich hölzerne Emporen, die von  zwei geschwellten Säulen getragen werden. Die westliche Säule trägt die Bezeichnung 1700. Das Brüstungsgeländer besitzt gedrechselte Stäbe. Der Turm in der Tradition der schwäbischen Dorfkirchen hat einen etwa quadratischen Grundriss und ist in die Westfront eingestellt. Er besitzt ein Satteldach und an seiner Westseite ist er durch ein Gesims geteilt. Das Obergeschoss trägt ein Kleeblattbogenfries und auf drei Seiten dreiteilige Klangarkaden. Der Glockenstuhl ist mit der Jahreszahl 1768 bezeichnet. Ein spitzbogiger Eingang führt in das zweigeschossige Vorzeichen an der Südseite zwischen Turm und Langhaus. Das Kreuzrippengewölbe im Inneren ist mit einem Scheibenschlussstein versehen. Eine stichbogige zugemauerte Öffnung im Obergeschoss gewährte früher wohl Einblick in eine Ölberggruppe.

## Ausstattung

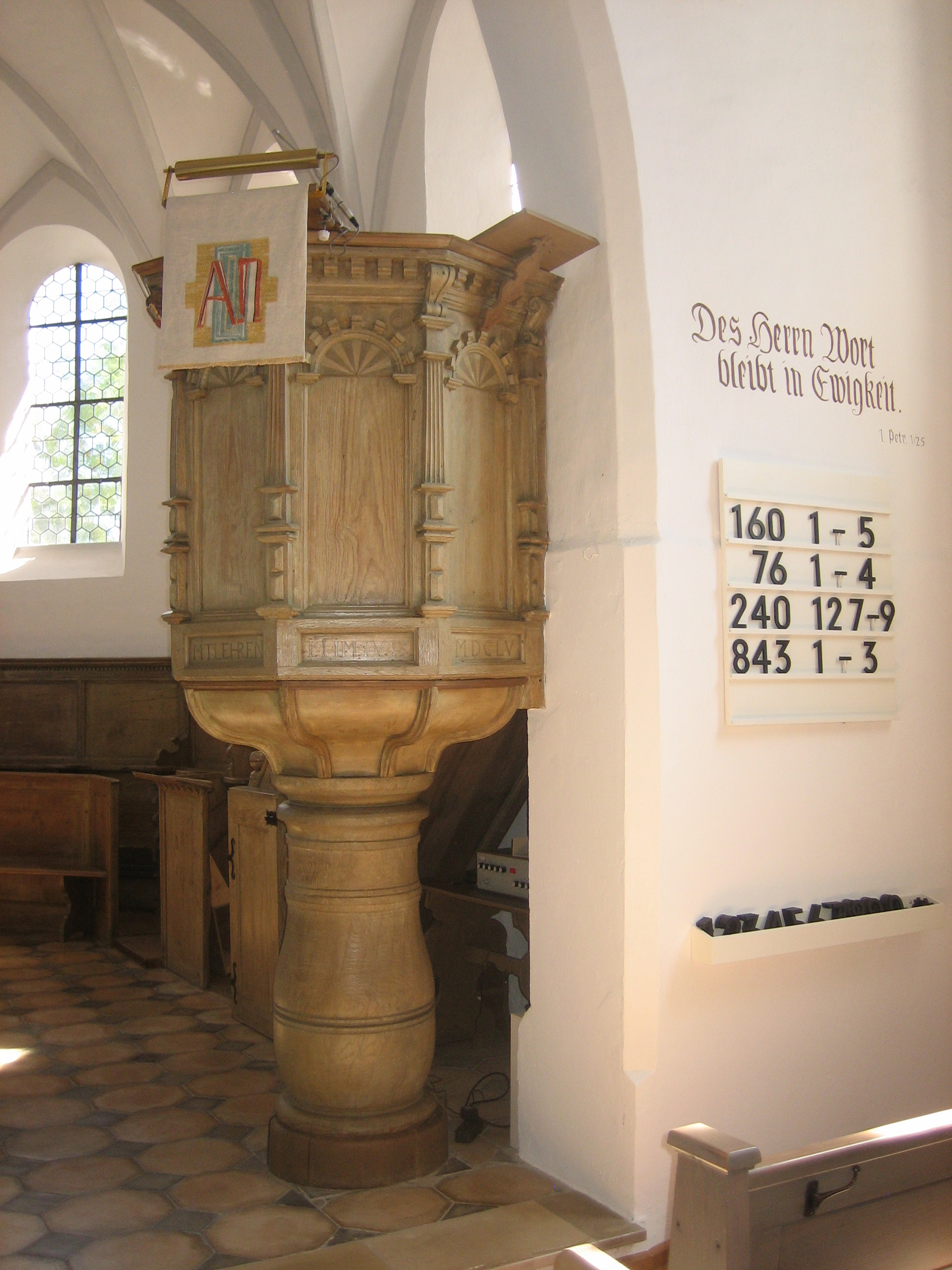
Kanzel

Die Kirche ist, wie bei evangelisch-reformierten Kirchen üblich, arm an Ausstattungsstücken.
Ein Fragment eines Bleiglasfensters mit dem Wappen des 1619 verstorbenen „Philipp Reichs-Eltester Erbmarschall Herr zu Pappenheim“ ist erhalten geblieben. In der Kirche befindet sich ein Epitaph des 1651 verstorbenen Pfarrers Zacharias Preuser. Die Südfassade trägt eine Grabplatte aus grauem Marmor von 1837, eine weitere befindet sich an der Westseite. Eine Sandsteinplatte mit Inschrift, wohl aus dem 18. Jahrhundert, ist nur als Fragment erhalten. Das Chorgestühl aus Nadelholz umläuft die gesamte Chorwand und stammt aus der Mitte des 17. Jahrhunderts. Die Zwischenwangen sind geschwungen.
Eine Gedenktafel für die Gefallenen und Vermissten der Kriege zwischen 1805 und 1815 ist mit „Reich Sth.“ bezeichnet.

### Kanzel
Die Kanzel aus Nadelholz mit Eichenholzeinlagen wurde 1655 eingebaut. Auf dem gebauchten Rundpfeiler ruht der polygonale, durch kannelierte Pilaster mit diamantiertem Sockel und Zahnschnittgesims gegliederte Kanzelkorb. In den Feldern befinden sich Blendbögen. Das Geländer der Kanzeltreppe mit einem eingelegten Sockelfries ist durch Vorlagen und Blendbögen gegliedert. Die Türe zur Kanzeltreppe ist ebenso wie ein Feld des Korbes behandelt.

### Taufstein

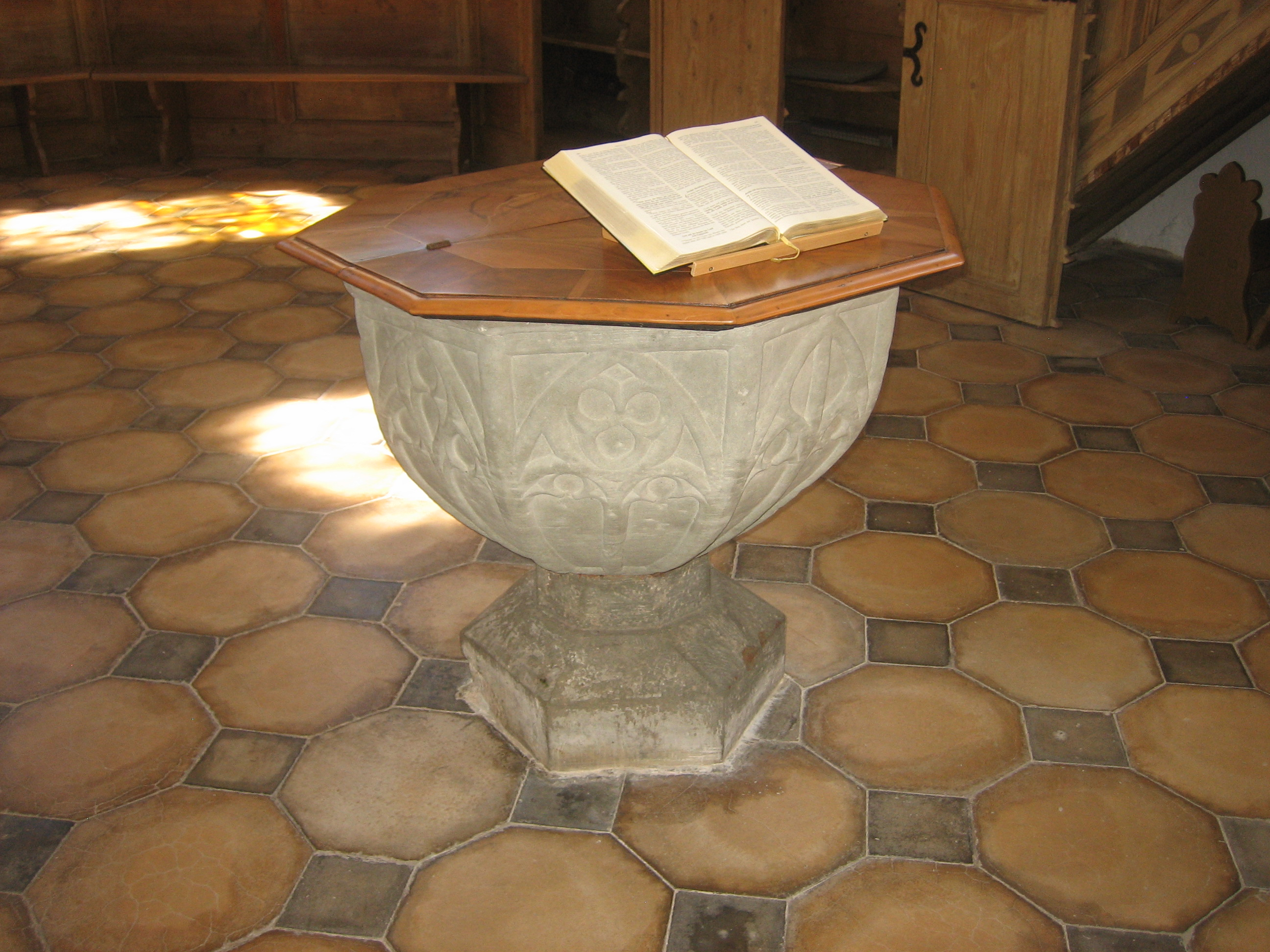
Gotischer Taufstein

Der Taufstein aus Sandstein ist das älteste noch erhaltene Ausstattungsstück der Kirche und stammt aus dem späten 15. Jahrhundert. Der niedrige Sockel trägt ein polygonales Becken, in dessen Feldern Maßwerk, Pass und Fischblasenformen eingearbeitet sind.